# Burundiaphis autriquei
Burundiaphis autriquei är en insektsart som beskrevs av Remaudière, G. 1985. Burundiaphis autriquei ingår i släktet Burundiaphis och familjen långrörsbladlöss. Inga underarter finns listade i Catalogue of Life.